# Eupithecia nachadira
Eupithecia nachadira là một loài bướm đêm trong họ Geometridae.